# William O'Connor
William Scott O'Connor, född 23 maj 1864 i Pittsburgh, död 16 januari 1939 i Manhattan, var en amerikansk fäktare.
O'Connor blev olympisk silvermedaljör i singlestick vid sommarspelen 1904 i Saint Louis.